# Anti Anti Generation
Anti Anti Generation es el noveno álbum de estudio de la agrupación de rock japonesa Radwimps. El disco cuenta con cuatro(4) colaboraciones de la cantanteTaka de la agrupación ONE OK ROCK y Tabu Zombie de la banda SOIL & “PIMP” SESSIONS y está compuesto de 15 canciones entre las que destacan los sencillos "Saihate Ai ni", tema de apertura del dorama "Frankenstein no Koi" y "Catharsis", tema oficial de la retransmisión de la Copa Mundial de Fútbol de Rusia 2018 en Fuji Television. La portada del álbum fue creada por el director artístico Tetsuya Nagato, quien también trabajó en la última portada del álbum Human Bloom. El 14 de diciembre de 2018 se publicó el vídeo musical para la canción "Nakidashisou da yo", que fue escrita en colaboración con la cantante y compositora Aimyon.

## Listado de pista
| N.º   | Título | Duración |  |
| 1.    | «Anti Anti overture» | 1:20     |  |
| 2.    | «Tazuna» | 3:23     |  |
| 3.    | «Never Ever Ender» | 5:31     |  |
| 4.    | «Ikijibiki» (feat.Taka.) | 3:49     |  |
| 5.    | «Catharsist (Japonés: カタルシスト?)»                                                                                                   | 4:02     |  |
| 6.    | «Brain Washing (Anti Anti Mix) (Japonés: 洗脳(Anti Anti Mix)?)»                                                                         | 5:30     |  |
| 7.    | «Sokkenai (Japonés: そっけない?)» | 6:29     |  |
| 8.    | «<Homework Announce - Skit> (Japonés: <宿題発表-skit->?)»                                                                               | 1:10     |  |
| 9.    | «Paparazzi» | 5:26     |  |
| 10.   | «Hocuspocus» | 4:10     |  |
| 11.   | «Banzai Sensho (Japonés: 万歳千唱?)» | 4:22     |  |
| 12.   | «I I U» | 3:02     |  |
| 13.   | «Nakidashisou da yo (Japonés: 泣き出しそうだよ?)» (feat. Aimyon.)                                                                       | 4:39     |  |
| 14.   | «Tie Tongue» (feat. Miyachi, Tabu Zombie.)                                                                                              | 4:21     |  |
| 15.   | «Mountain Top» | 3:18     |  |
| 16.   | «Saihate Aini (Japonés: サイハテアイニ/洗脳?)»                                                                                          | 3:41     |  |
| 17.   | «Seikai (Japonés: 正解?)» (Versión del 18 FES de NHK, celebrado con motivo de las celebraciones de los Juegos Olímpicos de Tokio 2020.) | 5:57     |  |
| 60:10 | |          |  |